# 克羅皮文卡
50°40′1″N 28°33′10″E / 50.66694°N 28.55278°E
克羅皮文卡（烏克蘭語：Кропивенка），是烏克蘭北部的村莊，隸屬日托米爾州的日托米爾區。該村面積4.97平方公里，2001年人口140，人口密度每平方公里28.17人。